# Nectria sylvana
Nectria sylvana är en svampart som beskrevs av Mouton 1900. Nectria sylvana ingår i släktet Nectria och familjen Nectriaceae.   Inga underarter finns listade i Catalogue of Life.